# Hatem Abd Elhamed
Hatem Abd Elhamed, né le 18 mars 1991 à Kafr Manda (en) en Israël, est un footballeur israélien. Il évolue au poste de défenseur.

## Palmarès

### En club
- Celtic Glasgow
  - Championnat d'Écosse :
    - Champion : 2020